# 唱歌镇
唱歌乡，是中华人民共和国四川省巴中市通江县下辖的一个乡镇级行政单位。2020年5月，撤销芝苞乡、唱歌乡，设立唱歌镇，以原芝苞乡、原唱歌乡所属行政区域为唱歌镇的行政区域。

## 行政区划
唱歌乡下辖以下地区：
麻坝坪村、方山坪村、后溪沟村、马坪村、石板溪村和转坪村。